# Pulver
Pulver (En español: "Polvo") es el primer álbum de estudio de la banda de rock sueca Lifelover, lanzado el 25 de julio de 2006.

## Lista de canciones
| N.º   | Título                                                        | Letras   | Música  | Duración |  |
| 1.    | «"Nackskott" ("Disparo al cuello")»                           | LR       | B       | 3:16     |  |
| 2.    | «"M/S Salmonella"»                                            | LR       | B       | 5:00     |  |
| 3.    | «"Mitt Öppna Öga" ("Mi ojo abierto")»                         | ( )      | B       | 3:32     |  |
| 4.    | «"Kärlek - Becksvart Melankoli" ("Amor - Melancolía Oscura")» | B        | ( ) & B | 4:44     |  |
| 5.    | «"Vardagsnytt" ("Las noticias de todos los días")»            | B        | B       | 2:50     |  |
| 6.    | «"Avbrott Sex" (Instrumental) ("Pausa después del sexo")»     |          | B       | 2:07     |  |
| 7.    | «"Stockholm" ("Estocolmo")»                                   | B        | B       | 4:13     |  |
| 8.    | «"Söndag" ("Domingo")»                                        | B        | B       | 3:16     |  |
| 9.    | «"Herrens Hand" ("La mano del señor)»                         | 1853     | B       | 2:45     |  |
| 10.   | «"Medicinmannen" (Instrumental) ("Hombre medicina")»          |          | B       | 0:43     |  |
| 11.   | «"Nästa Gryning" ("El siguiente amanecer")»                   | ( )      | ( )     | 6:25     |  |
| 12.   | «"En sång om dig" ("Una canción sobre ti")»                   | B & 1853 | B & ( ) | 3:40     |  |
| 42:31 |                                                               |          |         |          |  |

## Personal
- ( ) - Voz, coros, guitarra, letras
- B - Voz, coros, piano, bajo, letras
- 1853 - Voz (En "Vardagsnytt" y "Herrens Hand") letras

- LR - Letras

1. ↑  «Lifelover - Pulver - Encyclopaedia Metallum: The Metal Archives». www.metal-archives.com. Consultado el 14 de agosto de 2017.

- Datos: Q3925544